# 숲속의집
숲속의집은 대한민국 산림청에서 운영하는 휴양림 내부의 숙박시설의 이름이다. 숲속의집 내부에는 TV, 냉장고, 취사시설, 야외바베큐시설, 샤워시설, 세면시설, 화장실, 취침도구 등이 준비되어 있다. 숲속의 집은 보통의 경우 통나무로 지어져 있고 독립적인 냉난방시설이 되어 있고 숲속에 실제로 지어진 집으로 자연과 함께 휴가를 즐기기에 매우 적절하다.